# متحف باتايسك للتاريخ
متحف باتايسك للتاريخ (بالغة روسية: Батайский музей истории) هو متحف تاريخي في مدينة باتايسك، المتواجد في منطقة روستوف في جنوب روسيا. يقع مبنى المتحف الحديث في الحديقة الثقافية والترفيهية في المدينة في شارع كيروف رقم 51.
يحتوي المتحف على ثلاث قاعات التي توجد فيها المعارض، تضم المجموعة المعروضة في المتحف تاريخ الحرب الأهلية الروسية والثقافة الإقليمية وقاعة لعروض الأخرون.

## تاريخ
افتتحهذا المتحف لأول مرة في مدينة باتايسك في عام 1966 وكان مقره في السينما المحلية. كان اسمها الأصلي «متحف الثوري والعسكري وشهرة العمل» وكان يقع في غرفتين فقط وكان المعرض يحتوي على حوالي 400 معروض فقط.  أقيم مبنى المتحف الحديث في عام 1979. وقد تم الافتتاح في 22 أبريل من نفس العام. تم إعطاء الاسم الحالي للمتحف منذ عام 1993. تبلغ مساحة المعرض الحديث 430 متر مربع. أقيمت فيه معارض كثيرة كمعرض التذكاري لتاريخ مدارس بارانوف وسيروف في مجال الطيران، ومعرض لشخصية الطيارين ورواد الفضاء كفلاديمير كوماروف، يفغيني خرونوف وفيكتور جورباتكو.

## روابط خارجية
- موقع المتحف نسخة محفوظة 2 فبراير 2017 على موقع واي باك مشين.